# Acalypha chuniana
Acalypha chuniana är en törelväxtart som beskrevs av H.G.Ye, Y.S.Ye, X.S.Qin och Fu Wu Xing. Acalypha chuniana ingår i släktet akalyfor, och familjen törelväxter. Inga underarter finns listade i Catalogue of Life.